# Msiri
Msiri (zm. 20 grudnia 1891) – założyciel i władca Królestwa Yeke (zwanym także królestwem Garanganze lub Garenganze) w południowo-wschodniej Katandze (obecnie w Demokratycznej Republice Konga) od około 1856 do 1891 roku. Jego imię jest czasem zapisywane jako ‘M’Siri’ lub Msidi, a jego pełne imię to Mwenda Msiri Ngelengwa Shitambi.

## Początki

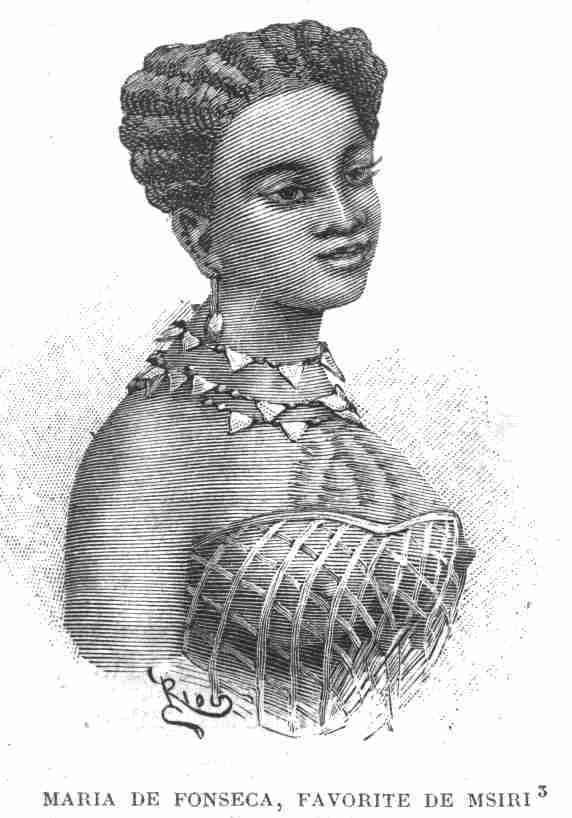
Ulubiona żona Msiri, portugalsko-angolska Maria de Fonseca.

Msiri był synem Kalasa, kupca z Tanzanii. Jako młodzieniec, towarzyszył swojemu ojcu w podróży do Katangi.
Około 1856 r. Msiri osiedlił się na południu Katangi wraz z kilkoma swoimi zwolennikami z ludu Nyamwezi.
Około 1870 roku udało mu się przejąć większość tego regionu od poprzednich władców – ludu Lunda.
Msiri prowadził politykę poprzez liczne małżeństwa, których liczba szacowana jest na ponad sto. Żenił się z kobietami pochodzącymi z dworów jego poddanych, przez co jego lennicy myśleli, że mają swoich sojuszników na dworze władcy.

## Rozwój państwa
W latach 70. XIX wieku zaczął handlować ze znanym arabskim kupcem – Tippu Tib. Msiri był szczególnie zainteresowany kupnem karabinów i prochu, które uważał za absolutnie konieczne do zbudowania swojej potęgi militarnej.
W 1880, gdy zmarł ojciec Msiri, zaczął on być tytułowany jako mwami.
Według różnych raportów, królestwo Msiri, podczas każdego sezonu wytapiania, produkowało 3,850 kilogramów miedzi.
W szczytowym okresie swojej władzy, w połowie lat 80. XIX wieku, Msiri nie tylko rządził bardzo dużym królestwem, ale również otrzymywał daninę z sąsiednich obszarów. Jego gospodarka była w dużej mierze oparta na handlu miedzią, chociaż w kraju odbywał się również handel niewolnikami i kością słoniową. Podstawą jego polityki było utrzymywanie otwartych szlaków handlowych w kierunku wschodniego i zachodniego wybrzeża.

## Wpływy europejskie
W 1886 roku Msiri zaprosił do swojego państwa misjonarzy. Wśród nich byli Frederick Stanley Arnot, Charles Swan i Faulknor. Misjonarze starali się zachować neutralność i unikać angażowania się w lokalną politykę. Arnot otrzymał nawet od Msiri ziemię pod budowę swojej własnej chaty. Arnot zapewniał miejscowej ludności prostą pomoc medyczną, a także uczył dzieci czytać i pisać. Założył także mały sierociniec.
Msiri odmówił negocjacji z Brytyjską Kompanią Południowoafrykańską. W 1891 roku, gdy przybyły wyprawy z Wolnego Państwa Konga, należącego do króla Belgii Leopolda II, jeden z żołnierzy próbował zachęcić do buntu przeciwko Msiri.
20 grudnia 1891, podczas następnej belgijskiej wyprawy, w trakcie negocjacji, Msiri wyjął miecz podarowany mu przez Williama Stairsa, na co kapitan Bodson zareagował oddając dwa strzały z rewolweru. Żołnierze przeciągnęli go aż do wioski, gdzie wieczorem zmarł.

## Ocena
W swoich zapiskach, Arnot określa Msiri jako „przykładnego dżentelmena”, natomiast według dr J. Keira Howarda, ten opis świadczy raczej o samym Arnocie, niżeli o władcy.
Howard podaje także, że rządził w sposób arbitralny, mściwy, okrutny i despotyczny. Był wodzem, który zniewolił sąsiadów, a jego stolicę otaczały palisady, na których wisiały czaszki jego wrogów. Według żołnierzy, którzy dotarli do Msiri, trzymał on ludzkie głowy ułożone niedaleko swojego tronu.
Arnot w swoich dziennikach pisał, że wśród poddanych panuje strach przed Msiri, lecz nie zauważył on żadnych przejawów okrucieństwa czy tortur.